# Трайкова афера
Трайковата афера от края на 1901 и началото на 1902 година е провал в организационната мрежа на Вътрешната македоно-одринска революционна организация вследствие разкритията и арестите от страна на османските власти.
Трайковата афера избухва в Костурско в резултат на предателството на бившия четник на Коте Христов Траян (Трайко, Стоян) Кешинов. Баща му Йоан Кешинов по време на Иванчовата афера започва да предава информация за ВМОРО и Коте Христов. В началото на 1902 година той е убит лично от Васил Чекаларов. Траян Кешинов се укрива в Костур, потурчва се и става явен сътрудник на турската власт, като продължава да издава организационни тайни. Убит е на 3 януари 1902 година край града от Христо Леринчанчето, след което аферата отшумява.